# 윌리엄 헨리 데이비스

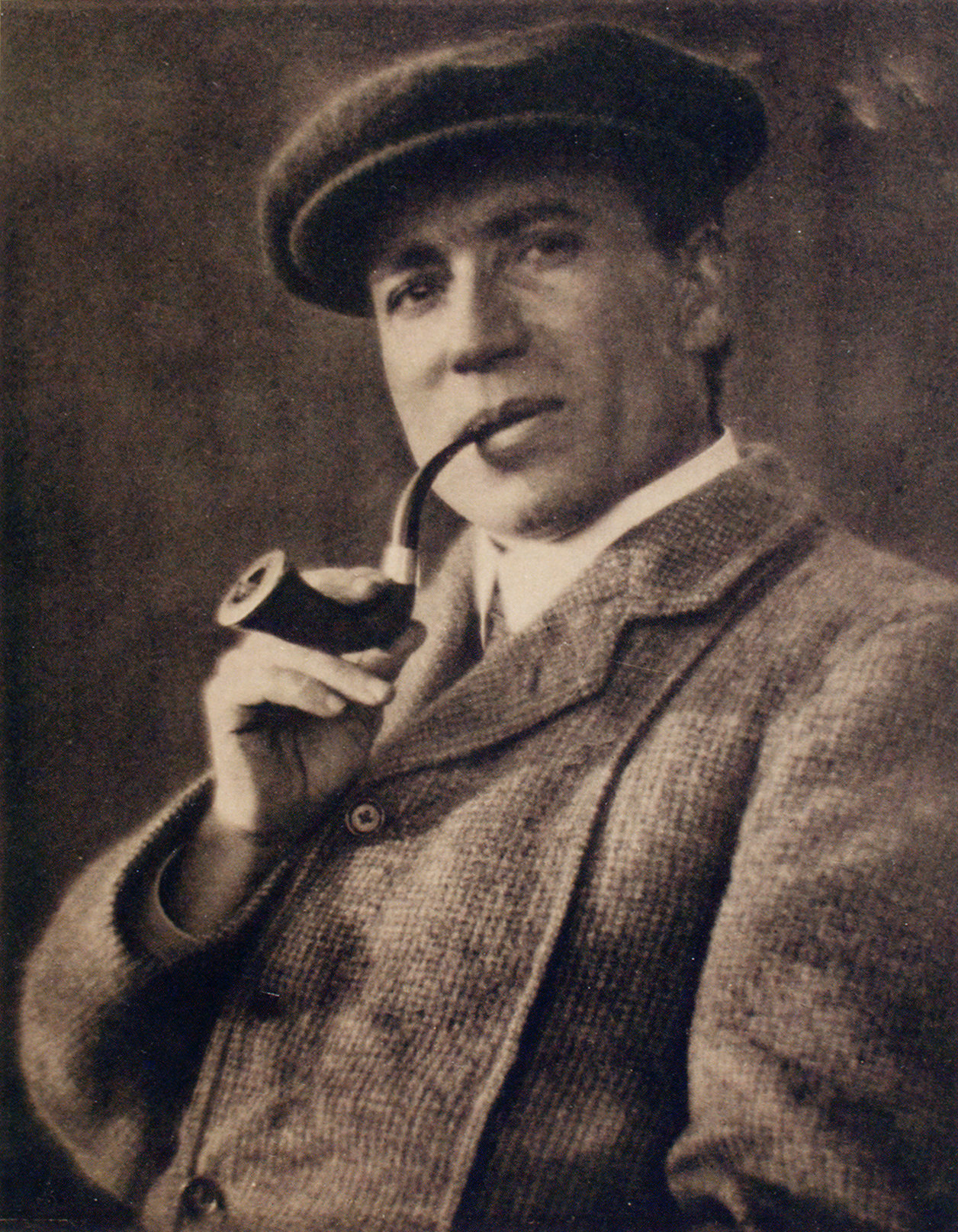
윌리엄 헨리 데이비스 (1913)

윌리엄 헨리 데이비스(William Henry Davies, 1871년 7월 3일 - 1940년 9월 26일)는 웨일스의 시인이자 작가였다. 데이비스는 영국과 미국에서 부랑자(tramp or hobo)로 상당 부분의 인생을 보냈지만, 당대의 유명한 시인 중 한 명이 되었다. 그의 작품에서 가장 중요한 주제는 삶의 어려움, 인간의 상태가 자연에 반영되는 방식, 자신이 겪은 모험과 그가 만난 다양한 인물들에 대한 관찰이었다. 데이비스는 일반적으로 조지아 시인(Georgian Poetry) 중 한 명으로 여겨지지만 그의 작품 대부분은 스타일이나 테마가 그룹의 전형적인 모습을 띠지 않으므로 확실하게 정의하기는 어렵다.

## 어린시절
그는 형과 여동생 마틸다(Matilda)와 함께 3남매였다. 그는 1871년 7월에 태어났고, 여동생 마틸다는 1874년에 태어났다. 아버지는 그가 3살때(1874년 11월) 사망하였다. 그의 어머니, 메리 앤 데이비스(Mary Anne Davies)는 이듬해 재혼하여 조셉프 힐(Joseph Hill)의 부인이 되었기 때문에, 데이비스 남매는 할아버지와 함께 살게 됐다.
1884년 14살 때에 그는 친구들과 함께 도둑질로 체포된 적이 있었다.
"시인의 순례 (1918)"에서 데이비스는 14 세의 나이에 죽어가는 할아버지와 함께 있어야했던 상황을 이야기했다. 그는 매우 흥미로운 모험담에 관한 책을 읽는데 너무 열중한 나머지 할아버지의 죽음의 마지막 순간을 놓쳐야 했다.

## 방랑 생활
그의 할머니가 1886년 11월에 데이비스 (Davies)에 대한 신원보증서를 작성하여 액자 제조 공장에서 5년 간 견습을 시작할 수 있었다. 그러나 데이비스(Davies)는 공장일에 만족하지 못했고 어떤 정규 작업에도 익숙할 수 없었다. 그는 일을 힘들어했고 체력이 약한 청년이었으며, 할머니에게 미국을 항해 할 돈을 빌려달라고 요청했었다. 이러한 것들이 모두 수용되지 않자, 그는 결국 뉴포트(Newport)를 떠나 간단한 일을 하면서 여행을 시작했다. 1908년에 출간된 책, "방랑자의 자서전"(The Autobiography of a Super-Tramp,1908)은 1893년부터 1899년까지 미국에서의 삶과 그의 모험, 여행 도중에 만났던 많은 여행자를 다룬 자서전이다. 이 기간 동안 그는 적어도 7번 대서양을 건너 가축 배송 작업을 했다. 그는 때때로 구걸 등을 하며 여러 주를 여행했고, 종종 계절로 인해 제약도 있었다. 그러나 동료 여행자와 술을 마시면서 보내는 나날을 이윽고 청산했다.
데이비스의 삶의 전환점은 런던에서 클론다이크 (Klondike) 골드 러시에 관한 신문 기사를 발견하고 즉시 캐나다로 향한 것이었다. 그는 1899년 3월 20일에 캐나다 온타리오주, 렌프루(Renfrew)에서 화물 열차에 승차하기를 시도하였는데, 3피트짜리 잭(Jack)을 들고 기차를 타는 과정에서 그의 오른발이 기차의 바퀴 아래에 끼어 골절됐다. 다리는 무릎 아래로 절단되어야 했고, 이후 나무로 된 다리를 사용하게 되었다.
이 사건이 데이비스(Davies)를 전문 시인으로 이끌은 계기가 되어주었다. 데이비스는 그 사고를 다음과 같이 썼다. "나는 이 사고를 내 감정의 진실한 상태와는 거리가 먼 외향적인 태도에서 지루함으로 드러냈다. 내 현재의 무력감을 생각하면 나를 괴롭히는 많은 순간이 있었지만, 나는 거짓된 무관심 ... 나는 곧 집에 돌아 왔고 4 개월도 안되는 그 모든 타지생활은 내게서 모험심을 빼앗아갔고 그 이후의 나의 여정은 내 자신의 것으로부터가 아니고 상황의 결과로 된 것들이다. " 데이비스의 자신의 장애에 대한 견해는 양면성이었다. 1913년 엽서에 실린 그의 시 "안개(The Fog)"에서 시력을 잃은 사람이 시인을 안개를 통해 인도하듯이 한 영역에서 장애인이 다른 사람에게 유용한 이점을 줄 수 있음을 보여주고 있다.

## 시인
이처럼 그는 고단한 삶을 살았다. 그가 싫어한 장소로는 런던의 피난소와 다스하우스(doss-houses,flophouse) 그리고 "노아의 방주(The Ark)"라고 알려진 서더크(Southwark)의 구세군 호스텔을 꼽을 수 있다. 동료 노숙자가 자신을 경멸하는 것을 두려워 종종 자신의 시를 머리속으로 작곡하고, 나중에 개인적으로 종이에 기록하면서, 종종 그의 다스하우스 구석에서 잠을 자는 때도 있었다. 한번은 그가 돈을 빌려 자기의 시를 종이 한 장에 하나하나 인쇄한 다음 주거용 런던 거리를 통해 집집마다 팔고 다녔다. 이 일이 실패로 돌아가자 그는 숙소로 돌아와서는, 분노에 사로잡혀 시가 인쇄된 모든 종이를 불에 태웠다.
데이비스는 저축해놓은 돈으로 1905년 자신의 첫 시집 '영혼의 파괴자(Soul 's Destroyer )'를 자비로 출판했다. 이때 쓴 시집은 성공의 시작과 성장하는 명성으로 증명된 것으로 볼 수 있다. 당시 얇고 적은 분량의 출판물을 인쇄하기 위해서 데이비스는 자신의 수당을 포기하고 그의 지분을 미리 빌려 6개월 동안 부랑자의 삶을 다시 살아야 했다. 결국 이 책이 출판되었을 때,  분량이 적다는 이유로 크게 무시 받았다.
이때 만들어진 출판물은 데일리 메일의 저널리스트였던 아서 세인트 존 애드콕(Arthur St John Adcock)에게도 보내졌다. 애드콕은 이 책을 읽고 나중에 자신의 글 "God of Modern Grub Street"에 "그곳에는 미숙함과 심지어 우스꽝스러움이 있다는 것을 인정하지만, 거기에는 또한 가장 신비하고 가장 마법적인 시를 남겼다. 현재의 출판된 책들에서 찾을 수 있다."라고 썼다. 그는 책의 금액을 보내고 데이비스에게 자신과 만나줄 것을 요청했다. 현재까지도 애드콕(Adcock)은 "데이비스(Davies)를 발굴한 사람"으로 간주된다. 이 영혼의 파괴자(Soul's Destroyer)의 첫 번째 판은 1907년 알스턴 리버스 (Alston Rivers)에 의해 출판되었고, 1908년에 2판, 1910년에 3판이 발행되었다.

## 같이 보기
- 가던 길 멈춰서서